# 26 (število)
26 (šéstindvájset) je naravno število, za katero velja 26 = 25 + 1 = 27 - 1.

## V matematiki
- sestavljeno število
- tretje sedemkotniško piramidno število {\displaystyle 26=3(3+1)(5\cdot 3-2)/6\,\!}.
- deveto najmanjše število, za katerega velja Midyjev izrek.
- deseto polpraštevilo.
- Ulamovo število {\displaystyle 26=8+18\!\,}.
- število stranskih ploskev rombikubooktaedra.
- število stranskih ploskev prisekanega kubooktaedra.

### Dokazi
- ne obstaja noben takšen cel x, da bi veljala enačba φ(x) = 26.
- ne obstaja noben takšen cel x, da bi veljala enačba x - φ(x) = 26.

## V znanosti
- vrstno število 26 ima železo (Fe).

## V jezikoslovju
- angleška abeceda ima 26 črk.
- abeceda giz ima 26 črk.

## Drugo

### Leta
- 426 pr. n. št., 326 pr. n. št., 226 pr. n. št., 126 pr. n. št., 26 pr. n. št.
- 26, 126, 226, 326, 426, 526, 626, 726, 826, 926, 1026, 1126, 1226, 1326, 1426, 1526, 1626, 1726, 1826, 1926, 2026, 2126